# Once Upon a Time...
Once Upon a Time... – album amerykańskiej piosenkarki Donny Summer wydany w 1977 roku przez Casablanca Records.
Wszystkie utwory na płytę napisali Giorgio Moroder, Pete Bellotte i Donna Summer, a wyprodukowali Moroder i Bellotte. Był to album koncepcyjny opowiadający współczesną historię wzorowaną na baśni o Kopciuszku, a jednocześnie pierwszy dwupłytowy album Summer, gdzie poszczególne części historii zostały rozłożone na czterech stronach oryginalnego wydania winylowego. Był to także ostatni album piosenkarki nagrany w Monachium. Płyta spotkał się ze sporym sukcesem, zdobywając złoty certyfikat m.in. w USA i Wielkiej Brytanii. Promowały ją popularne single „I Love You” i „Rumour Has It”.

## Lista utworów
Strona 1
| 1. | „Once Upon a Time”             | 4:02  |
|    |                                |       |
| 2. | „Faster and Faster to Nowhere” | 3:34  |
|    |                                |       |
| 3. | „Fairy Tale High”              | 4:25  |
|    |                                |       |
| 4. | „Say Something Nice”           | 4:44  |
|    |                                |       |
|    |                                | 16:45 |
|    |                                |       |
Strona 2
| 1. | „Now I Need You”             | 6:09  |
|    |                              |       |
| 2. | „Working the Midnight Shift” | 5:07  |
|    |                              |       |
| 3. | „Queen for a Day”            | 5:59  |
|    |                              |       |
|    |                              | 17:15 |
|    |                              |       |
Strona 3
| 1. | „If You Got It Flaunt It”  | 4:43  |
|    |                            |       |
| 2. | „A Man like You”           | 3:34  |
|    |                            |       |
| 3. | „Sweet Romance”            | 4:31  |
|    |                            |       |
| 4. | „(Theme) Once Upon a Time” | 0:48  |
|    |                            |       |
|    |                            | 13:36 |
|    |                            |       |
Strona 4
| 1. | „Dance into My Life”       | 4:10  |
|    |                            |       |
| 2. | „Rumour Has It”            | 4:57  |
|    |                            |       |
| 3. | „I Love You”               | 4:43  |
|    |                            |       |
| 4. | „Happily Ever After”       | 3:51  |
|    |                            |       |
| 5. | „(Theme) Once Upon a Time” | 3:58  |
|    |                            |       |
|    |                            | 21:39 |
|    |                            |       |

## Notowania
| Kraj                              | Pozycja | Certyfikat    |
| --------------------------------- | ------- | ------------- |
| Australia                         | 44      |               |
| Francja                           | 3       | złota płyta   |
| Hiszpania                         | 10      |               |
| Kanada                            | 27      | złota płyta   |
| Norwegia (VG-lista)               | 9       |               |
| Stany Zjednoczone (Billboard 200) | 26      | złota płyta   |
| Wielka Brytania (UK Albums Chart) | 24      | srebrna płyta |